# Jamma (rivière)

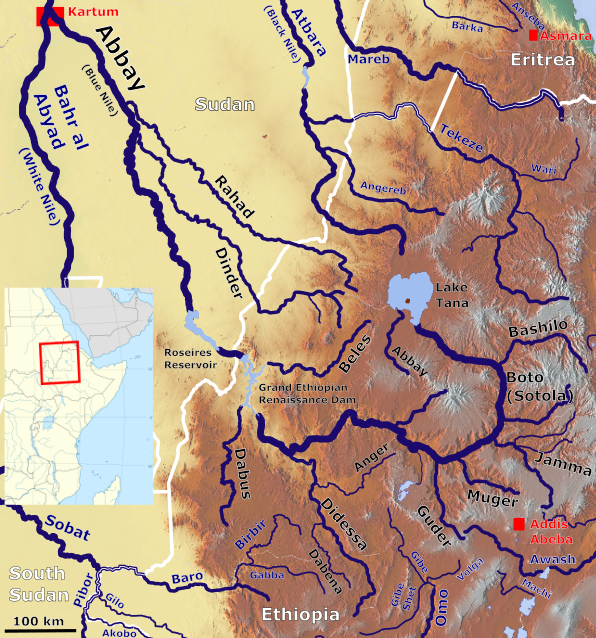
Le Nil Bleu, basé sur la carte de l'armée américaine ND36-37, NC36-37

La Jamma (en amharique : ጃማ) est une rivière du centre de l'Éthiopie et un affluent de la Abay (ou du Nil Bleu). Il draine des parties des zones Semien Shewa des Amhara et des Oromias. Le Haut Jamma coule à travers des canyons escarpés et profonds creusés d'abord dans la roche volcanique, puis dans le grès du Crétacé et le grès argileux, avec du calcaire Jurassique au fond. Il a un zone de drainage d'environ 15 782 kilomètres carrés. Les affluents comprennent la Wanchet .
La première mention de cette rivière se trouve dans le « Gadla » de Tekle Haymanot, qui a été écrit au XIVe siècle. L'une des premières mentions européennes est celle du missionnaire Pedro Páez, qui fut le premier Européen à voir et à décrire l'origine de l'Abay. Selon  Johann Ludwig Krapf, dans les années 1840, le Jamma définissait la frontière entre Marra Biete et Moret, deux districts de l'ancienne province ou Sultanat de Shewa.